# Igelshieb
Igelshieb ist eine Gemarkung von Neuhaus am Rennweg im Landkreis Sonneberg in Thüringen.

## Lage
Igelshieb befindet sich an der Landesstraße 1145, südwestlich der Kernstadt, in Richtung Lauscha. Bergwiesen oder Wald an den Hängen begleiten die ständig ansteigende oder abfallende kurvenreiche Straße zum Stadtteil. Der Ort verfügt über einen Regionalbahn-Haltepunkt an der Strecke Bahnstrecke Probstzella–Neuhaus am Rennweg. Er wird im Stundentakt von der Linie STB 41 Sonneberg–Neuhaus bedient, liegt allerdings entfernt vom Ortskern und wird als Bedarfshalt betrieben.

## Geschichte
1624 wurde Igelshieb erstmals urkundlich erwähnt.
Die Stadt geht von 1732 aus. Der Ort ging aus einer verstreuten Köhlersiedlung hervor, die nach einem Waldbrand sich entwickelt haben soll. Am 1. April 1923 wurde der Ort nach Neuhaus eingemeindet. Siehe dazu weitere geschichtliche Daten und Darlegungen unter Neuhaus am Rennweg.

## Persönlichkeiten
- Heinrich Geißler (1814–1879), Physiker und Erfinder der Geißlerschen Röhre, einer gläsernen Niederdruck-Gasentladungsröhre. In seinem Geburtshaus befindet sich das ihm gewidmedete Museum Geißlerhaus.
- Albin Schaedel (1905–1999), innovativer Thüringer Glaskünstler mit internationalem Renommee